# Pseudohynobius
Pseudohynobius (лат.) — род хвостатых земноводных семейства углозубов, эндемичный для Центрального и Юго-Западного Китая.

## Описание
Общая длина взрослого самца порядка 130 мм. Голова овальной формы, уплощенная, длиннее в продольном измерении, чем в поперечном. Конец морды закруглен и слегка выдается вперед относительно рта; глаза большие и выпуклые; губная складка отсутствует. Края верхней и нижней челюсти достигают уровня задней части глаза и находятся на 1,2 мм ниже. Язык широкий и округлый, его передняя часть почти закрывает собой дно ротовой полости. На верхнечелюстных костях имеется небольшое число зубов; сошниковые зубы в двух коротких дугообразных сериях, расположенных сзади у ноздрей и почти соприкасающихся с каждой из них срединными участками. Лобнотеменная фонтанель отсутствует, носовые кости крупные, соприкасаются друг с другом передними и задними частями, между носовыми костями лежит межносовая эллиптической формы. Кожа гладкая, от заднего края глаза к подъязычной области идет небольшая кожная складка, другая складка огибает край челюстей и сливается с ямкой в углу рта. Тело цилиндрическое, слегка уплощенное, кзади становящееся ровным, без каких-либо складок и борозд на хребте; костальные борозды, числом 13, идут книзу до срединной линии на брюхе, вдоль которой также имеются узкие и неглубокие борозды. Подъязычные складки заметные. Длина хвоста меньше расстояния от кончика морды до клоаки, верхняя плавниковая складка низкая, с нижней стороны хвост шире и округлый в сечении; конечности хорошо развиты, будучи вытянутыми вдоль туловища задние — вперёд, а передние — назад, почти достигают друг друга. Число пальцев на передних — 4, а на задних — 5, пальцы не срастаются и не образуют перепонок. Спина окрашена в серо-бурый цвет, брюхо тёмно-серое, по хвосту разбросаны буро-жёлтые пятна.

## Распространение
Ареал рода охватывает территорию от западного Хубэя, северной Гуйчжоу и Сычуани до крайнего севера Юньнань-Гуйчжоуского нагорья.

## Таксономия
Первый известный вид, Pseudohynobius flavomaculatus, сначала отнесли к роду углозубы (Hynobius), однако в 1983 году китайские учёные Фэй и Ян на основании морфологических данных выделили его в отдельный род Pseudohynobius («ложный углозуб»). Позднее валидность рода часто подвергалась сомнению, однако молекулярные данные позволили подтвердить её. В 2010 году младшим синонимом Pseudohynobius был признан род Protohynobius Fei & Ye, 2000, выделенный на основанни наличия межносовой кости (лат. os internasalis) в черепе. В настоящее время род относят к комплексу видов Liua-Pseudohynobius, считающимся близким к роду Высокогорных углозубов (Batrachuperus). Как китайские лягушкозубы (Liua), так и Pseudohynobius являются эндемичными для Китая родами и обитают к югу и к северу от Янцзы соответственно. В работе Дюбуа, Олер и Пайрона, в которой была предложена система всех современных земноводных, вместе с китайскими лягушкозубами и высокогорными углозубами род отнесён к инфратрибе Protohynobinia подтрибы Hynobiina трибы Hynobiini подсемейства Hynobiinae.
Включает 6 видов:
- Желтопятнистый лягушкозуб (Pseudohynobius flavomaculatus Hu and Fei in Hu, Fei, and Ye, 1978) — Обитает во влажных мшистых горных бамбуковых лесах на западе провинции Хубэй, севере Гуйчжоу и в Сычуани. Найден на высотах 1700—1845 м. Ведёт наземный образ жизни, размножается (в апреле) в небольших горных потоках, где и проходит развитие личинок. Два остальных вида практически не изучены, указывается лишь, что также ведут наземный образ жизни.
- Pseudohynobius guizhouensis Li, Tian, and Gu, 2010
- Pseudohynobius jinfo Wei, Xiong, and Zeng, 2009
- Pseudohynobius kuankuoshuiensis Xu, Zeng, and Fu, 2007  — Известен только в районе Куанькошуй в провинции Гуйчжоу.
- Pseudohynobius puxiongensis (Fei and Ye, 2000)
- Pseudohynobius shuichengensis Tian, Li, and Gu, 1998 — Шуйчэн в провинции Гуйчжоу, высоты 1910—1970 м над уровнем моря.